# Darvydas
Darvydas ist ein litauischer männlicher Vorname, abgeleitet von dar- (daryti, machen) + vyd- (iš-vydo, gesehen).

## Namensträger
- Darvydas Šernas (* 1984), Fußballspieler